# Stanhopeinae
Stanhopeinae Benth., 1881 è una sottotribù di piante appartenente alla famiglia delle Orchidacee (sottofamiglia Epidendroideae, tribù Cymbidieae).

## Biologia
Le specie di questa sottotribù si riproducono per impollinazione entomogama ad opera dei maschi delle api euglossine.

## Tassonomia
La sottotribù comprende i seguenti generi:
- Acineta Lindl. (15 spp.)
- Braemia Jenny (1 sp.)
- Cirrhaea Lindl. (7 spp.)
- Coryanthes Hook. (65 spp.)
- Embreea Dodson (2 spp.)
- Gongora Ruiz & Pav. (69 spp.)
- Horichia Jenny (1 sp.)
- Houlletia Brongn. (9 spp.)
- Kegeliella Mansf. (4 spp.)
- Lacaena Lindl. (2 spp.)
- Lueckelia Jenny (1 spp.)
- Lueddemannia Linden & Rchb.f. (3 spp.)
- Paphinia  Lindl. (16 spp.)
- Polycycnis Rchb. f. (14 spp.)
- Schlimia Planch. & Linden (6 spp.)
- Sievekingia Rchb.f. (14 spp.)
- Soterosanthus F.Lehm. ex Jenny (1 sp.)
- Stanhopea J.Frost ex Hook. (76 spp.)
- Trevoria F.Lehm. (5 spp.)
- Vasqueziella Dodson (1 sp.)